# لامپساکوس
لامپساکوس یا لامپساک (به یونانی: Λάμψακος,) (به انگلیسی: Lampsacus)، شهری بوده در شمال غرب آسیای صغیر و زادگاه مشاهیر و دانشمندانی چون هارون لامپساکی (کارون لامپساکی، خارون لامپساکوسی) مورخ.